# Waage (städtisches Gebäude)

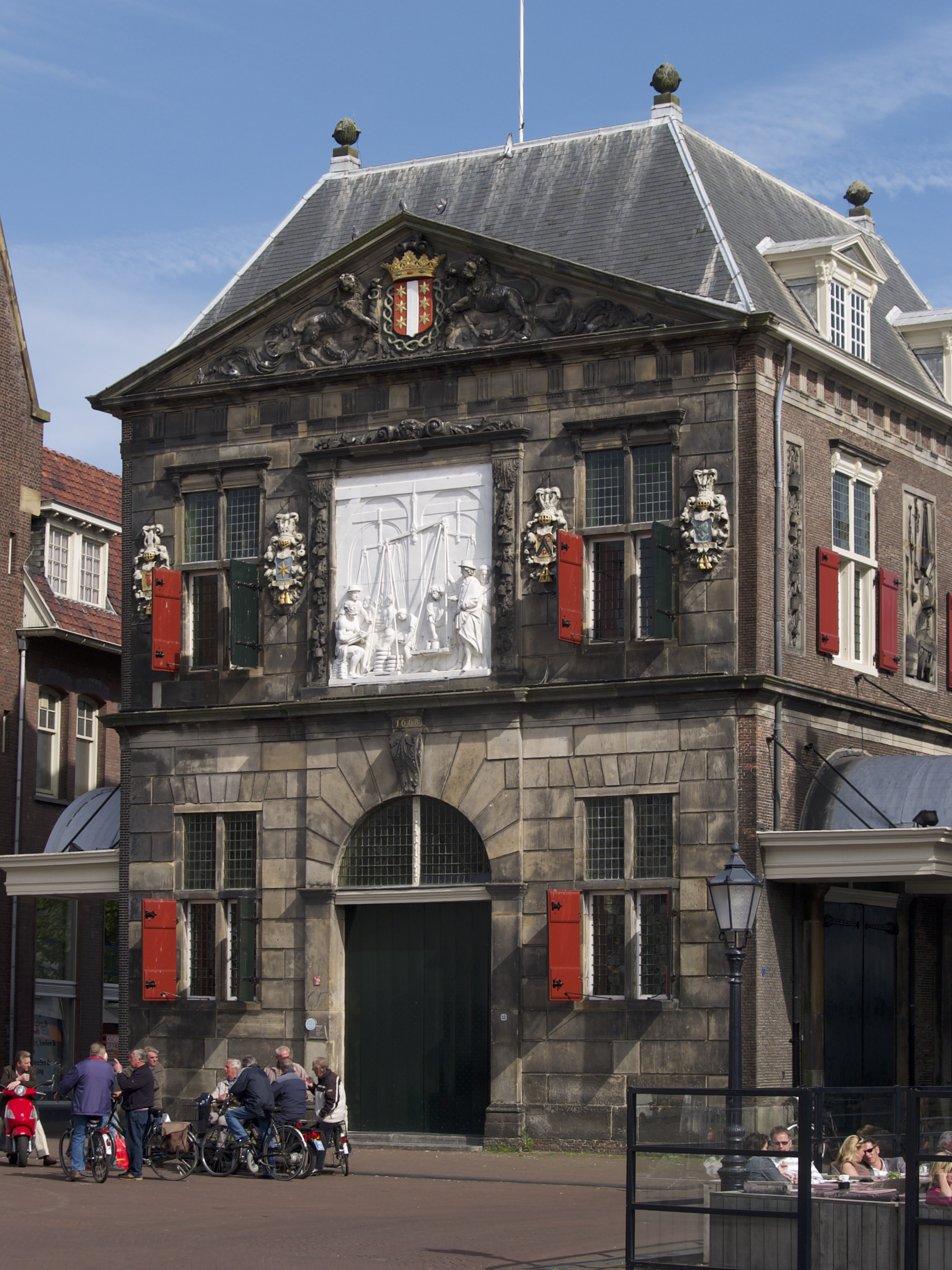
Waage von Gouda (1668)

Bei der Waage handelt es sich in einer Stadt oft um ein neben dem Rathaus und den Sakralbauten besonders großes und monumentales Gebäude. In diesem befindet sich in vorindustrieller Zeit die öffentliche Waage. In vielen Städten ist diese Funktion allerdings in einem anders benannten Bautyp untergebracht. Die Art der baulichen Unterbringung und der äußeren Erscheinung unterscheiden sich grundsätzlich nach den politischen und ökonomischen Bedingungen in den Regionen Europas.

## Geschichte
Die öffentliche Waage ist eine Einrichtung zum Wiegen von Handelswaren. Sie diente sowohl der Gewichtsbestimmung als auch der Steuererhebung. Die erstgenannte Funktion hatte ihre besondere Bedeutung in vorindustrieller Zeit sowohl in Anbetracht regional unterschiedlicher Maße und Gewichte als auch in der geringen Verfügbarkeit großer Wiegeinstrumente sowie der Garantie einer verlässlichen Gewichtsbestimmung. Bei der zweitgenannten Funktion ging es um einen gut kontrollierenden Zugriff auf das Handelsgeschehen. Die zentrale Bedeutung der öffentlichen Waage ist mit der Vereinheitlichung der Maß- und Gewichte und der Ablösung der direkten durch eine indirekte Besteuerung im 19. Jahrhundert weggefallen.

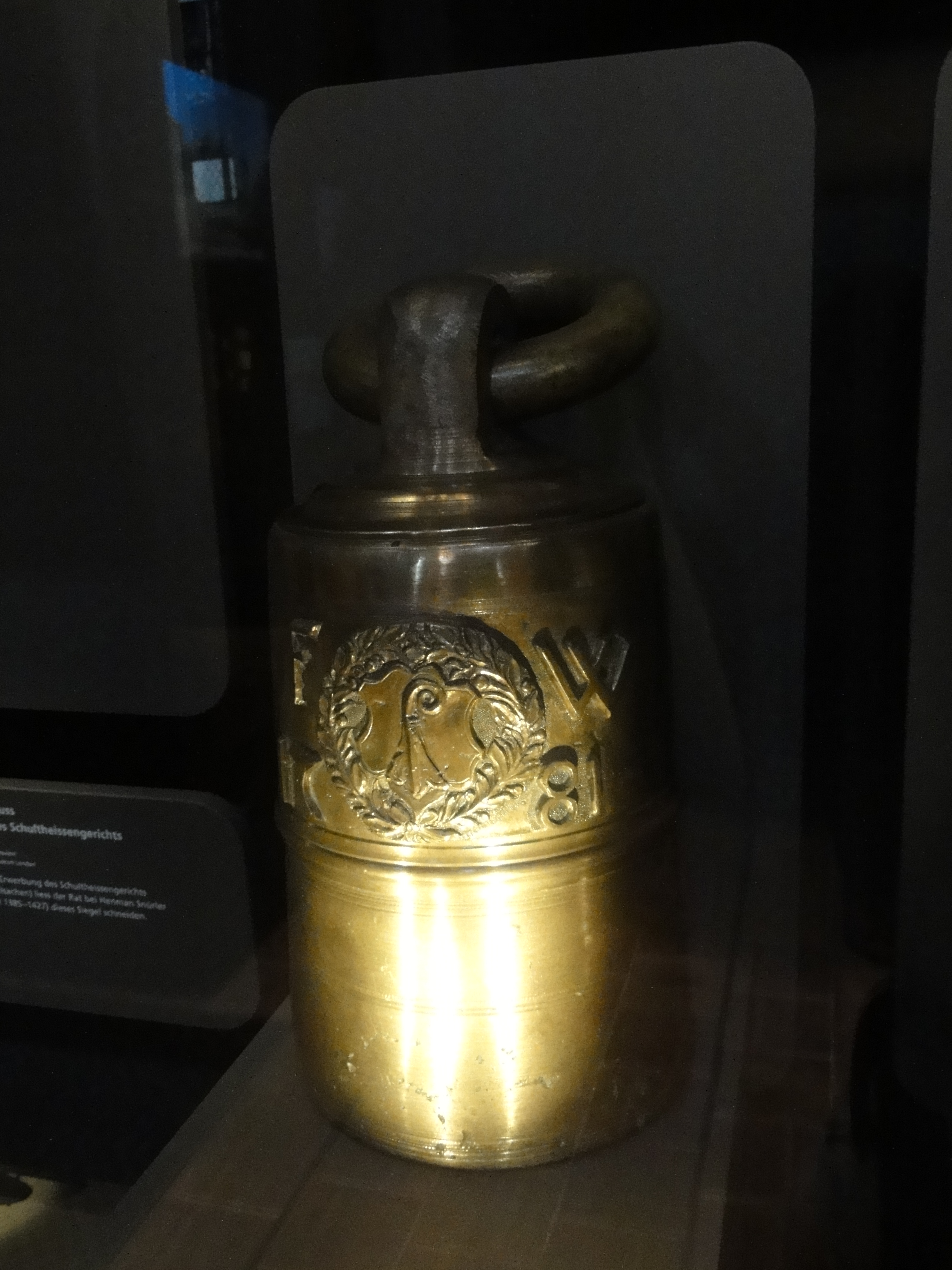
Gewichtsstück, 1781, Bronze, 49,28 kg („Basler Schwer Eisengewicht“) verwendet auf der Fronwaage in Basel

Öffentliche Waagen hat es höchstwahrscheinlich schon im alten Ägypten gegeben. In Europa gehörte das Wiegerecht im Mittelalter als Einkommensquelle zu den Rechten des Landesherrn, das dieser den Städten verleihen oder auch auf die Dauer verkaufen konnte. In der Regel war das Wiegerecht mit dem Markt- und dem Stapelrecht verbunden. Letzteres verpflichtete durchreisende Kaufleute dazu, ihre Waren für einen bestimmten Zeitraum zum Verkauf anzubieten und auch wiegen zu lassen. Umgekehrt war es den in der Umgebung von Städten befindlichen dörflichen Ansiedlungen in der Regel verboten, öffentliche Waagen zu unterhalten.

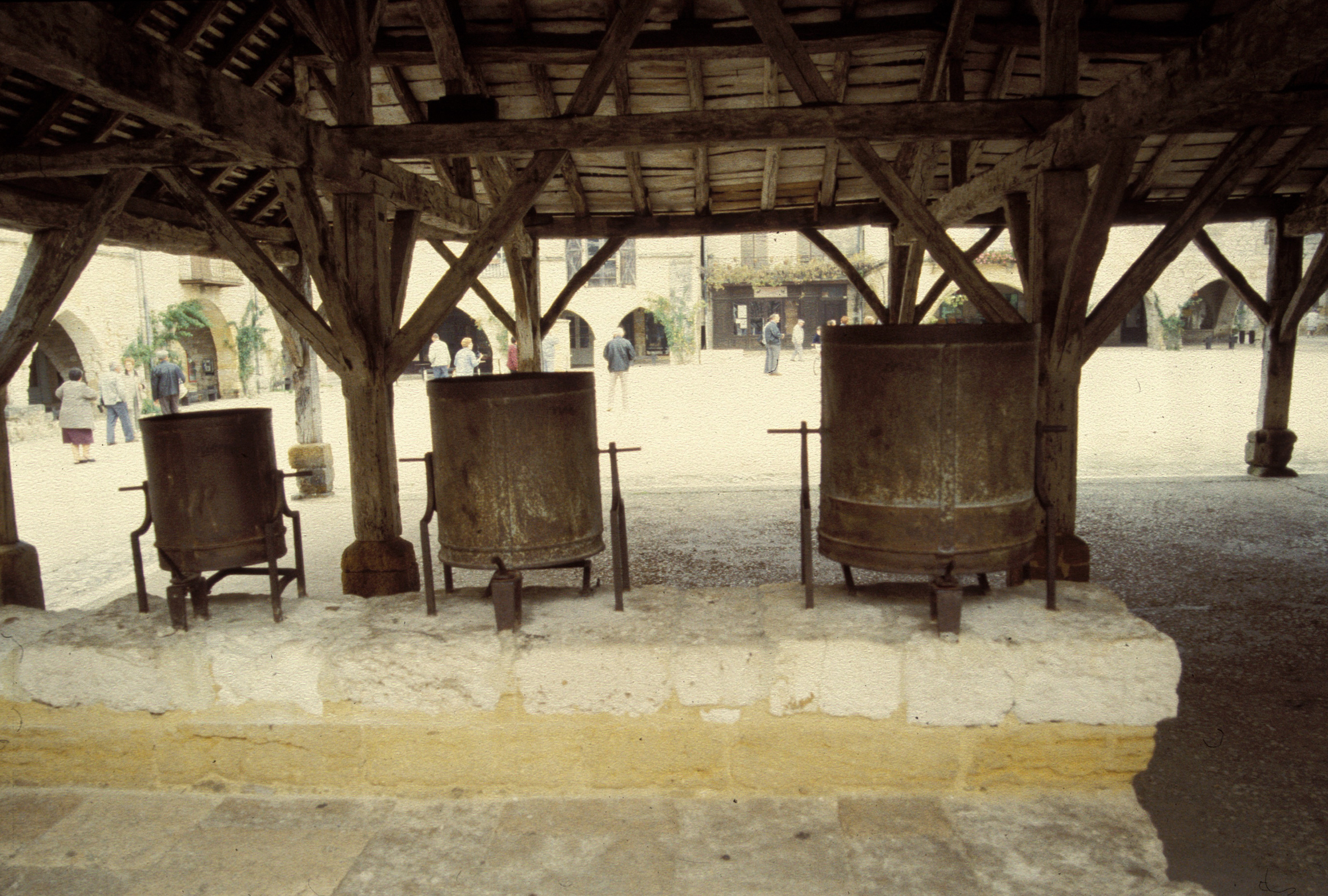
Halle von Montpazier mit Hohlmaßen zur Gewichtsbestimmung von Getreide (Mensa Ponderaria)

Die bauliche Unterbringung der öffentlichen Waage erfolgte im Mittelalter in der Regel in einer multifunktionalen Handelshalle, bei der die Bezeichnung nach einer einzelnen Funktion mehr oder weniger zufällig ist. So kann die Waage im Rathaus untergebracht oder umgekehrt in der Waage ein Ratssaal eingerichtet sein. Auch in einer Tuchhalle, Fleischhalle oder einem Stapelhaus etc. konnte sich die öffentliche Waage befinden. Ist das entsprechende Gebäude als 'Waage' benannt, so ist davon auszugehen, dass im Inneren noch weitere Funktionen untergebracht waren. Im Übrigen gab es für unterschiedliche Warengruppen oft unterschiedliche Waagen, wobei es möglich war, dass diese als Einrichtungen sowohl zusammen in einem einzigen Gebäude oder auf mehrere verteilt waren (z. B. Salzwaage, Fettwaage, Eisenwaage, Heuwaage usw.).

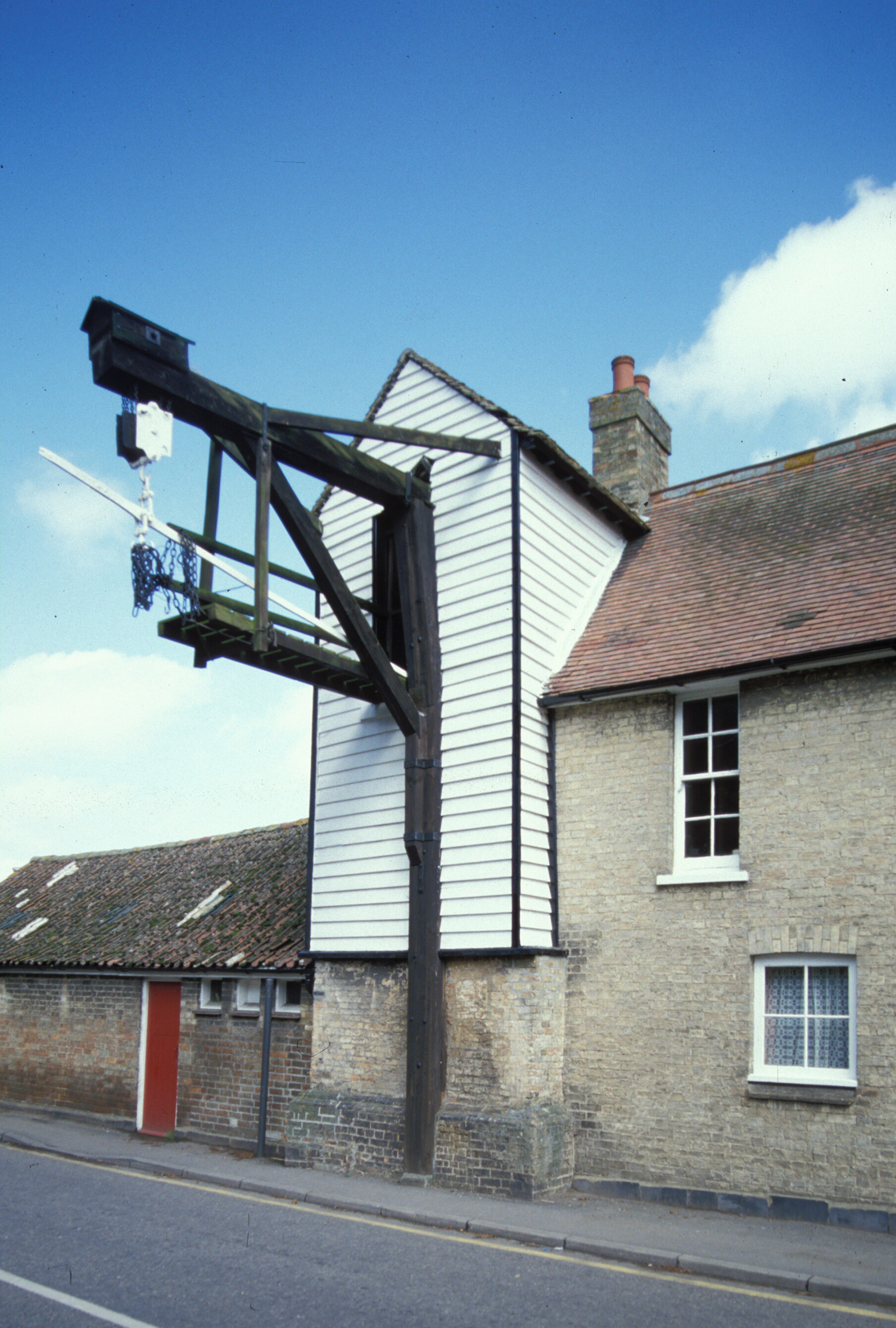
Heuwaage in Soham (GB)

Je nach den politischen Gegebenheiten im Zusammenhang mit dem materiellen Wohlstand der Städte unterscheiden sich die multifunktionalen Handelshallen mit den in ihnen eingerichteten öffentlichen Waagen in den Regionen Europas. In Flandern mit seiner relativ schwachen Zentralgewalt haben zum Beispiel die Tuchhallen im Mittelalter beeindruckende monumentale Ausmaße erhalten (Ypern, Brügge, Mechelen). In Frankreich dagegen hat es den Städten auf Grund des starken Königtums bei Handelshallen oft nur zu schlichten seitlich offenen hölzernen Konstruktionen gereicht, wie z. B. in Monpazier. In Deutschland sind die Handels- und Versammlungsfunktionen städtischer Hallen oft auf mehrere Gebäude verteilt. In jedem Fall befinden sich die Gebäude mit einer öffentlichen Waage an oder in der Nähe von größeren Plätzen.

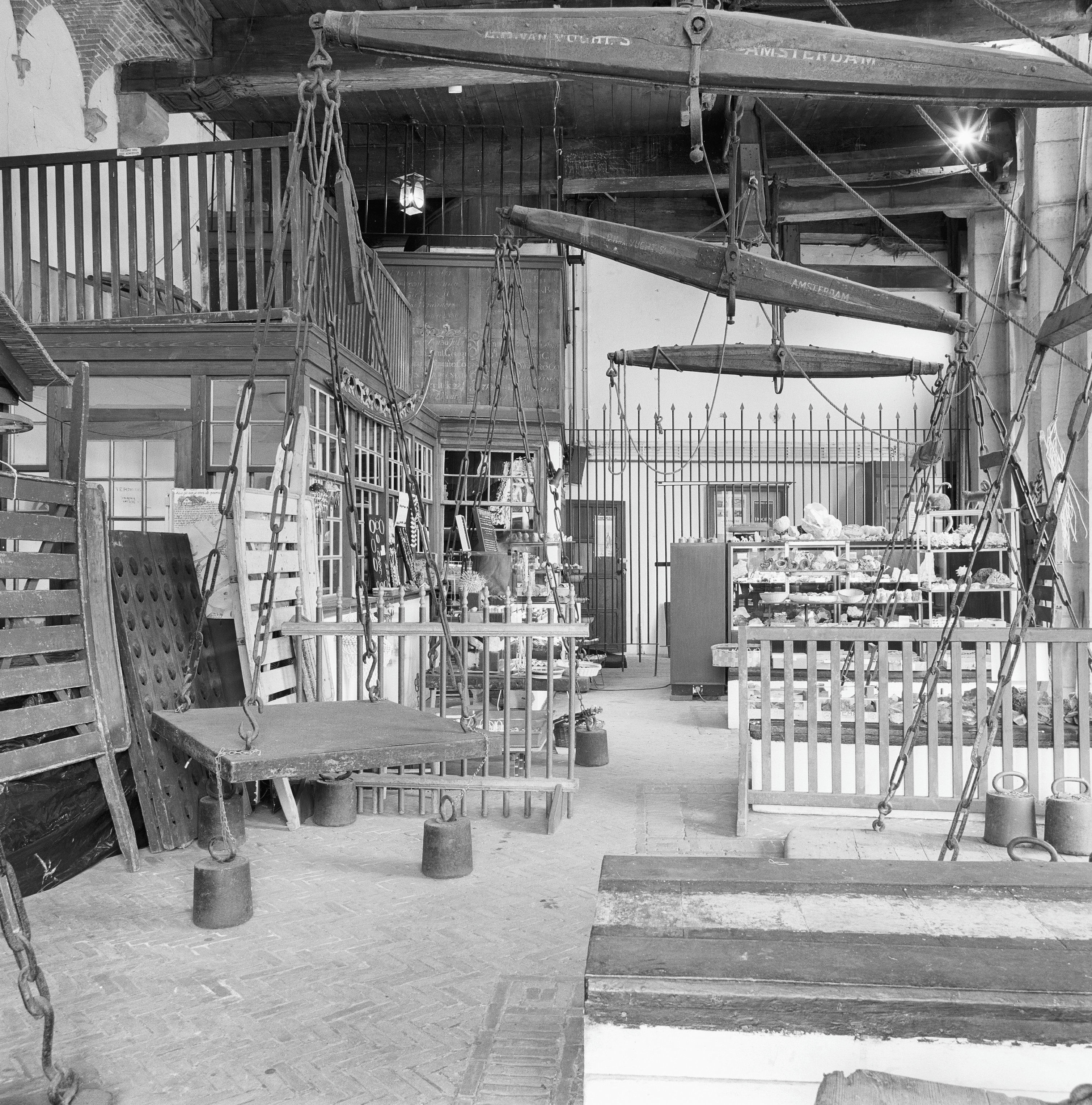
Ursprüngliche Inneneinrichtung der Waage von Hoorn. Die Balkenwaagen sind hier aus Holz, an Laufbalken aufgehängt und über Laufkatzen verschiebbar

In Holland hat sich seit dem 17. Jahrhundert auf Grund der besonderen politischen und ökonomischen Bedingungen der Republik ein eigener Bautyp der Waage entwickelt. Er unterscheidet sich vom übrigen feudalabsolutistischen Europa durch die Tatsache, dass das Erdgeschoss ausschließlich der Funktion des Wiegens dient. Die wesentlichen Auslöser für diese Entwicklung waren der Wegfall der Stapelpflicht im Zusammenhang mit der Schaffung eines freien Warenverkehrs im Inland und die Konzentration der holländischen Landwirtschaft auf die Herstellung von Milchprodukten wie Butter und Käse. Diese mussten zur Gewichtsbestimmung gewogen werden. Dagegen wurde die Masse von Getreide in der Regel mit Hohlmaßen ermittelt.
Die Verbreitung des genannten besonderen holländischen Bautyps Waage beschränkt sich auf die an der Küste Nord- und Südhollands sowie an den großen Flüssen und in der Herrschaft Friesland gelegenen Städte. Die entsprechenden Waaggebäude haben oft eine hochfunktionale Inneneinrichtung, bei denen die Balkenwaagen tagsüber zum Wiegen über Laufbalken und -Katzen unter ein Vordach herausgeschoben werden und nach dem Einfahren nachts im Gebäude sicher verwahrt werden können. Anhand ihrer baulichen Merkmale lassen sich die holländischen Waaggebäude in vier Subtypen aufteilen: Der Durchfahrtstyp kommt in Friesland vor (Leeuwarden, Workum, Franeker). Er ist freistehend. Die Güter können auf Karren nach innen gefahren, dort gewogen und auf der gegenüber liegenden Seite wieder herausgefahren werden. Der Turmtyp steht immer an einer Blockecke und hat zwei spiegelbildlich angeordnete Fassaden mit je einer Toröffnung im Erdgeschoss, hinter der jeweils eine Balkenwaage angeordnet ist (Haarlem, Makkum). Der Laubentyp steht ebenfalls an einer Blockecke. An der Längsseite befinden sich wie bei einer Loggia fünf Toröffnungen, durch die Balkenwaagen zur Hälfte nach außen unter ein Vordach geschoben werden können (Hoorn, Monnickendam, Rotterdam). Bei dem Synthesetyp kommen vom Durchfahrtstyp die freie Stellung, vom Turmtyp die deutliche Höhenentwicklung und vom Laubentyp die unter ein Vordach verschiebbaren Balkenwaagen zusammen (Amsterdam, Leiden, Gouda). Darüber hinaus gibt es noch eine Vielzahl von Gebäuden, in denen die Waage sekundär im Rahmen eines Umbaus in einem anderen Bautyp eingerichtet wurde (u. a. Alkmaar, Delft, Medemblik).
In den Niederlanden findet die Entwicklung des Bautyps Waage im Vorfeld der Einführung der napoleonischen Reformen zum Ende des 18. Jahrhunderts ihren Abschluss. Im übrigen Europa ist es die im Zusammenhang der Entstehung der Nationalstaaten eingeführte inländische Zollfreiheit und die Steuererhebung anhand des Warenwerts, die zu einem entscheidenden Wandel der Handelseinrichtungen führen. Die Funktion der öffentlichen Waage ist danach auf die Gewichtsbestimmung reduziert.